# Abd er-Rahmán ez-Zejd
Abd er-Rahmán ez-Zejd (arabul: عبد الرحمن الزيد, klasszikus vokalizációval Abd ar-Rahmán az-Zajd, a nemzetközi sajtóban Abdul Rahman Al-Zeid; Rijád, 1959. január 11. –) szaúd-arábiai nemzetközi labdarúgó-játékvezető.

## Pályafutása

### Nemzeti játékvezetés
Játékvezetésből Rijádban vizsgázott. A Rijádi Labdarúgó-szövetség által üzemeltetett labdarúgó bajnokságokban kezdte sportszolgálatát. A Szaúd-arábiai Labdarúgó-szövetség Játékvezető Bizottságának (JB) minősítésével az I. Liga bírója. Küldési gyakorlat szerint rendszeres 4. bírói szolgálatot is végzett. Az I. Liga játékvezetőjeként 2001-ben visszavonult.

### Nemzetközi játékvezetés
A Szaúd-arábiai labdarúgó-szövetség JB terjesztette fel nemzetközi játékvezetőnek, a Nemzetközi Labdarúgó-szövetség (FIFA) 1995-től tartotta nyilván bírói keretében. Több nemzetek közötti válogatott és klubmérkőzést vezetett, vagy működő társának 4. bíróként segített. A Szaúd-arábiai nemzetközi játékvezetők rangsorában, a világbajnokság sorrendjében többedmagával az első helyet foglalja el 2 találkozó szolgálatával. A  nemzetközi játékvezetéstől 2001-ben búcsúzott.

#### Labdarúgó-világbajnokság
Az U20-as, az 1995-ös ifjúsági labdarúgó-világbajnokságon a FIFA JB bíróként alkalmazta.
| Időpont           | Helyszín               | Mérkőzés típusa              | Mérkőzés                 | Eredmény | Nézők száma |
| ----------------- | ---------------------- | ---------------------------- | ------------------------ | -------- | ----------- |
| 1995. április 13. | Al-Ahly Stadion, Doha  | csoportmérkőzés (D. csoport) | Ausztrália–Costa Rica    | 2 – 0    | 1000        |
| 1995. április 28. | Olimpiai Stadion, Doha | bronzmérkőzés                | Portugália–Spanyolország | 3 – 2    | 50 000      |

---
Az 1998-as labdarúgó-világbajnokságon, valamint a 2002-es labdarúgó-világbajnokságon a FIFA JB játékvezetőként alkalmazta. Selejtező mérkőzéseket a CAF, az AFC és a COMNEBOL zónákban vezetett. Négy esetben 4. bíróként tevékenykedett. Világbajnokságon vezetett mérkőzéseinek száma: 2.

##### 1998-as labdarúgó-világbajnokság

###### Selejtező mérkőzés
| Időpont             | Helyszín                               | Mérkőzés típusa                     | Mérkőzés          | Eredmény | Nézők száma |
| ------------------- | -------------------------------------- | ----------------------------------- | ----------------- | -------- | ----------- |
| 1996. november 12.  | Nemzetközi Stadion, Nairobi            | előselejtező (döntő; 1. csoport)    | Kenya–Nigéria     | 1 – 1    | 60 000      |
| 1997. április 13.   | Creating Bourj Hammoud Stadion, Bejrút | előselejtező (első kör; 7. csoport) | Libanon–Szingapúr | 1 – 1    | 12 000      |
| 1997. szeptember 7. | Olimpiai Stadion, Tokió                | előselejtező (döntő; B. csoport)    | Japán–Üzbegisztán | 6 – 3    | 54 326      |

###### Világbajnoki mérkőzés
| Időpont          | Helyszín                                | Mérkőzés típusa              | Mérkőzés          | Eredmény | Nézők száma |
| ---------------- | --------------------------------------- | ---------------------------- | ----------------- | -------- | ----------- |
| 1998. június 12. | Mosson Stadion, Montpellier             | csoportmérkőzés (D. csoport) | Paraguay–Bulgária | 0 – 0    | 29 800      |
| 1998. június 25. | Geoffroy-GuichardStadion, Saint-Étienne | csoportmérkőzés (E. csoport) | Hollandia–Mexikó  | 2 – 2    | 30 000      |

##### 2002-es labdarúgó-világbajnokság
| Időpont             | Helyszín                   | Mérkőzés típusa                         | Mérkőzés                      | Eredmény | Nézők száma |
| ------------------- | -------------------------- | --------------------------------------- | ----------------------------- | -------- | ----------- |
| 2001. március 25.   | Grand Hamad Stadion, Doha  | előselejtező (első forduló; 3. csoport) | Malájzia–Palesztina           | 4 – 3    | 400         |
| 2001. április 25.   | Morumbi Stadion, São Paulo | előselejtező (12. forduló)              | Brazília–Peru                 | 0 – 2    | 55 000      |
| 2001. augusztus 31. | Zayed Stadion, Abu-Dzabi   | előselejtező (2. kör; 2. csoport)       | Egyesült Arab Emírségek–Katar | 1 – 1    | 20 000      |

#### Afrikai nemzetek kupája
Az 1998-as afrikai nemzetek kupáján a CAF JB megbízásából játékvezetőként szolgált.
| Időpont           | Helyszín                       | Mérkőzés típusa              | Mérkőzés                                | Eredmény | Nézők száma |
| ----------------- | ------------------------------ | ---------------------------- | --------------------------------------- | -------- | ----------- |
| 1998. február 9.  | Városi Stadion, Bobo-Dioulasso | csoportmérkőzés (D. csoport) | Zambia–Marokkó                          | 1 – 1    | 10 000      |
| 1998. február 20. | Városi Stadion, Bobo-Dioulasso | egyik negyeddöntő            | Kamerun–Kongói Demokratikus Köztársaság | 0 – 1    | 5000        |

#### Ázsia-kupa
Az 1996-os Ázsia-kupán az AFC JB bíróként foglalkoztatta.
| Időpont            | Helyszín                            | Mérkőzés típusa              | Mérkőzés                                              | Eredmény | Nézők száma |
| ------------------ | ----------------------------------- | ---------------------------- | ----------------------------------------------------- | -------- | ----------- |
| 1996. december 6.  | Tahnún bin Mohammed Stadion, El-Ajn | csoportmérkőzés (C. csoport) | Kína–Üzbegisztán                                      | 0 – 2    | 3000        |
| 1996. december 12. | Tahnún bin Mohammed Stadion, El-Ajn | csoportmérkőzés (7. csoport) | Japán labdarúgó-válogatott–Kínai labdarúgó-válogatott | 1 – 0    | 2000        |

## Sportvezetőként
Visszavonulását követően 2002-től a Szaúd-arábiai Labdarúgó-szövetség Választott bíróságának  (békéltető) elnöke. A rijádi régió Játékvezető Bizottságának (JB) elnöke. 2008-tól a Szaúd-arábiai Labdarúgó-szövetség JB elnöke, majd Szaúd-Arábia és az AFC között kapcsolattartó.

## Szakmai sikerek
1999-ben az Ázsiai Labdarúgó-szövetség (AFC) az Év Játékvezetője címet adományozta részére.